# Bressolles (Allier)
 Bressolles  es una población y comuna francesa, situada en la región de Auvernia, departamento de Allier, en el distrito de Moulins y cantón de Moulins-Sud.

## Demografía
| 519 | 596 | 783 | 881 | 957 | 962 |
| Para los censos de 1962 a 1999 la población legal corresponde a la población sin duplicidades (Fuente: INSEE [Consultar]) |     |     |     |     |     |